# 미야정
미야정(三谷町)은 아이치현 호이군에 설치되었던 정이다. 1954년 4월 1일 미야정 및 가마고리정, 시오쓰촌 등 3개 정·촌이 합병하여 가마고리시가 신설되고 폐지되었다.